# Micāre in tenebris
Micāre in tenebris (лат. «В потёмках играть в пальцы») — поговорочное выражение, употребляемое для характеристики честного человека.

## Употребление
Цицерон употребил это выражение в своём трактате «Об обязанностях» (III, 19, 77): Cum fidem alicujus bonitatemque laudant, dignum esse dicunt quicum in tenebris mices. В переводе на русский это звучит так: «Когда хотят похвалить чью-либо честность и добросовестность, то, говорят, что это человек, с которым можно „в потемках играть в пальцы“».
В Италии и сегодня существует игра морра, которая когда-то называлась Micare (более точно, «micare digitis») — «мелькать пальцами». Её смысл состоит в том, что двое держат левыми руками противоположные концы палки и «выкидывают» пальцы правой руки, громко называя число, которое должно было совпасть с общим числом пальцев, показанных обоими игроками.
Петроний:

Memini Safinium: tunc habitabat ad arcum veterem, me puero, piper non homo. Is quacunque ibat, terram adurebat. Sed rectus, sed certus, amicus amico, cum quo audacter posses in tenebris micare. «Помню я Сафиния. Жил он — я ещё мальчишкой был — вот тут, у старых ворот: перец, а не человек, куда бы ни пошел, земля под ним горела! Но прямой, но надежный, друзьям друг — с таким можно впотьмах в морру играть» (Перевод под ред. Б. И. Ярхо) — Сатирикон 
Иногда в литературе выражение «мicāre in tenebris» употребляют неправильно, понимая его как «сверкать в потёмках»